# Das Geheimnis des Totenwaldes
Das Geheimnis des Totenwaldes ist eine deutsche Krimi-Fernsehserie von 2020, die von Sven Bohse inszeniert wurde. Bei ihrer Erstveröffentlichung erschien sie in Form von sechs 45-minütigen Episoden zum Abruf per Streaming beziehungsweise als drei 90-minütige Spielfilme im Fernsehen.
Als Vorlage dienten die 1989 im niedersächsischen Staatsforst Göhrde verübten sogenannten Göhrde-Morde und weitere Kurt-Werner Wichmann zugeordnete Straftaten. Über drei Jahrzehnte werden das Verschwinden einer Frau, die Suche nach ihr und die Auswirkungen auf ihre Familie thematisiert. Die Hauptrollen spielen Matthias Brandt, Karoline Schuch, Silke Bodenbender, August Wittgenstein, Nicholas Ofczarek, Jenny Schily, Hildegard Schmahl und Hanno Koffler.

## Handlung
Die Filme erzählen frei nach wahren Ereignissen die Geschichte eines Kriminalfalls, der nahezu dreißig Jahre lang ungelöst blieb, von der zunehmend verzweifelten Suche eines Bruders nach seiner Schwester und vom Leid der Angehörigen. Die Handlung ist dabei einerseits in Hamburg, andererseits in der fiktiven Stadt „Weesenburg“ angesiedelt.
Im Sommer 1989 verschwindet Barbara Neder, die Schwester des hochrangigen Hamburger Polizisten Thomas Bethge, spurlos aus ihrem Haus nahe der Stadt Weesenburg in Niedersachsen. Kurz zuvor sind in einem nahegelegenen großen Waldgebiet zwei Paare grausam ermordet worden. Schnell gerät der Künstler Hans Lingner in Verdacht: Er wohnt am Rande des Waldes und ist ein Waffennarr. Einen Zusammenhang zwischen den Mordfällen im „Totenwald“ und dem Verschwinden von Barbara Neder sehen die Ermittler zunächst nicht.
Die niedersächsische Polizei verdächtigt stattdessen bald Barbaras Ehemann Robert Neder, der sich gerade von seiner Ehefrau scheiden lassen wollte. Auch Tochter Theresa leidet stark unter dem Verschwinden der Mutter und den Verdächtigungen gegen den Vater. Das führt langsam dazu, dass sie ihrem eigenen Vater nicht mehr traut und nicht mehr ausschließt, dass er der Mörder ihrer Mutter sein könnte.
Derweil steht der Bruder der Vermissten, der Chef des Hamburger Landeskriminalamtes Thomas Bethge, vor der schwierigsten Aufgabe seines Lebens. Er will seine Schwester finden, darf aber als Hamburger Polizist nicht in Niedersachsen ermitteln. Unterstützung erfährt er von seinen Kollegen Anne Bach und Frank Behringer.
Selbst nach seiner Pensionierung recherchiert Thomas Bethge mit diesem Team intensiv weiter und gerät damit auf die Spur eines mutmaßlichen Serienmörders.

## Produktionsnotizen

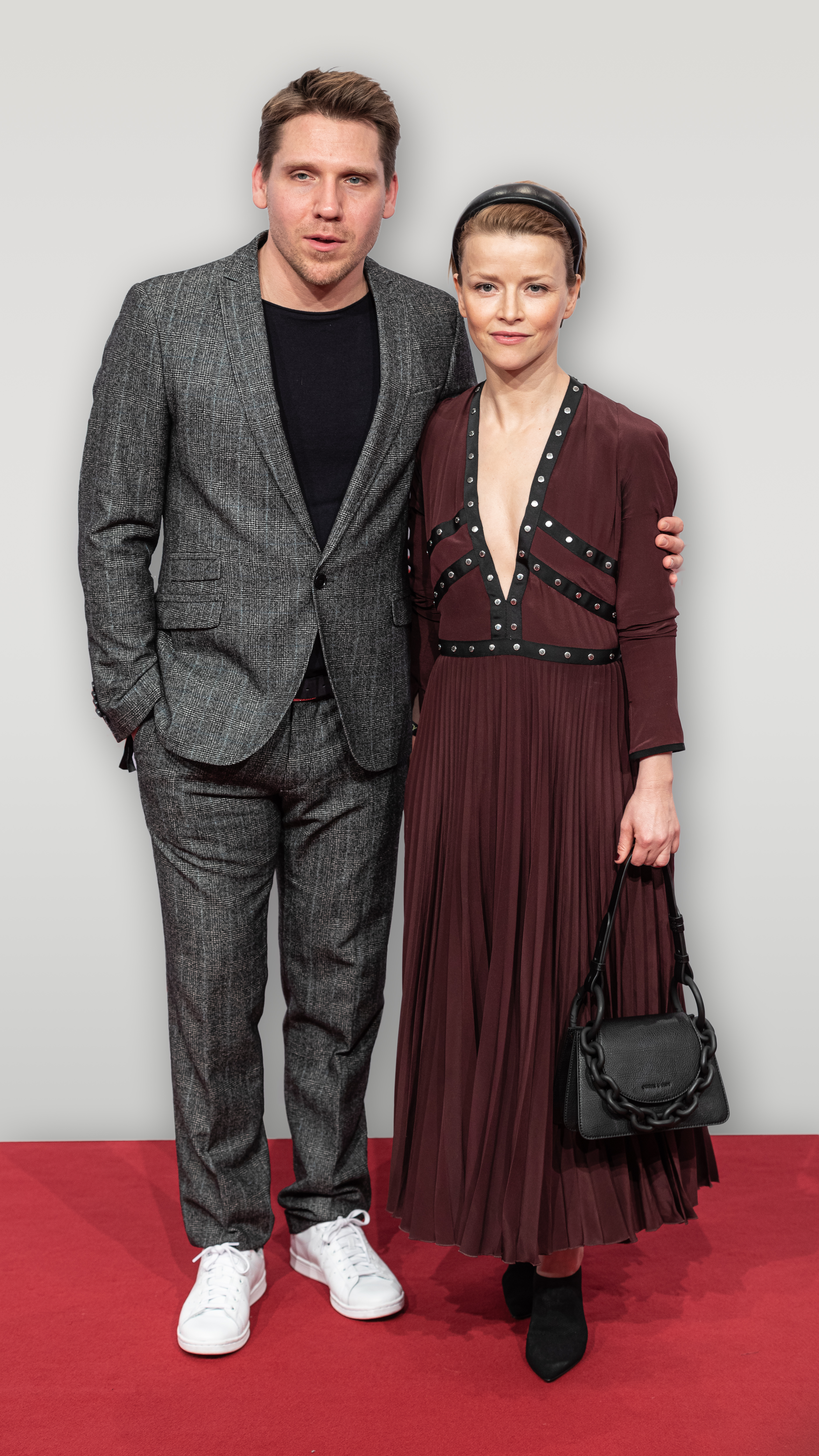
Hanno Koffler und Karoline Schuch, zwei der Hauptdarsteller der Serie

Der Film wurde in Hamburg und Umgebung im Auftrag des NDR und der ARD Degeto für Das Erste gedreht. Im Zeitraum vom 16. Juli bis zum 28. Oktober 2019 fanden die Dreharbeiten zu Das Geheimnis des Totenwaldes unter dem gleichnamigen Arbeitstitel in Hamburg und Umgebung statt.
Die Drehbücher schrieb der Drehbuchautor Stefan Kolditz. Als Fachberater unterstützten die ehemaligen Hamburger LKA-Chefs Wolfgang Sielaff und Reinhard Chedor die Produktion. Regie führte Sven Bohse und die Bildgestaltung übernahm Michael Schreitel. 
Die Redaktion hatten NDR-Fernsehfilm-Chef Christian Granderath und Sabine Holtgreve (NDR) sowie Carolin Haasis (ARD Degeto). Für die Produktion zeichneten ConradFilm (Produzent Marc Conrad) und Bavaria Fiction (Produzent Jan Kaiser, Produzentin Maren Knieling) verantwortlich. Den Weltvertrieb übernahm Global Screen.

## Episodenübersicht
| Spielfilm (ca. 90 Min.) | Episode | Länge   | Episodentitel        | TV-Premiere | Zuschauer | Marktanteil |
| ----------------------- | ------- | ------- | -------------------- | ----------- | --------- | ----------- |
| Teil 1                  | 1       | 44 Min. | Das Verschwinden     | 02.12.2020  | 6,55 Mio. | 20,5 %      |
| Teil 1                  | 2       | 47 Min. | Die dunkle Kraft     | 02.12.2020  | 6,55 Mio. | 20,5 %      |
| Teil 2                  | 3       | 44 Min. | Der Doppeldecker     | 05.12.2020  | 5,36 Mio. | 16,9 %      |
| Teil 2                  | 4       | 44 Min. | Das Versprechen      | 05.12.2020  | 5,36 Mio. | 16,9 %      |
| Teil 3                  | 5       | 44 Min. | Das verbotene Zimmer | 09.12.2020  | 5,3 Mio.  | 16,2 %      |
| Teil 3                  | 6       | 48 Min. | Für immer und ewig   | 09.12.2020  | 5,3 Mio.  | 16,2 %      |

## Kritik
Das Lexikon des Internationalen Films bewertete die Reihe als „Diskussionswert“ und mit vier von fünf möglichen Sternen. Das Werk sei ein „packender Dreiteiler“; die Erzählung bleibe vor allem durch ein „hochdifferenziertes Figurenarsenal“ „vielschichtig“.
Heike Hupertz hob das Werk in der FAZ als ein „Fernseh-Event“ hervor, das „diesen Namen endlich einmal verdient“. Regisseur, dem Kameramann und dem Drehbuchautor gelinge es in „ihrer epischen, balancierten Filmarbeit“, Sielaffs Sicht und das Trauma der Angehörigen zu würdigen, und sie nähmen sich dabei „die Freiheit, Strukturen freizulegen, die Nachkriegserziehung, manipulativ-narzisstische Persönlichkeit und sympathisch ordnungsliebenden Charakter, familiäre Verwerfungen und berufliche Geringschätzung von Frauen nicht in einen Topf wirft, sondern evident macht.“

## Dokumentation
Anlässlich der Verfilmung wurde die dreiteilige Dokumentation „Eiskalte Spur“ ausgestrahlt. Diese beleuchtet die wahre Geschichte rund um die Göhrde-Morde und das Verschwinden von Birgit Meier (im Film Barbara Neder). Unter anderem kommen Zeitzeugen wie der Bruder der Vermissten Wolfgang Sielaff (Thomas Bethge) und deren Mann Harald Meier (Robert Neder) zu Wort. Es werden zudem Originalaufnahmen der Ermittlungsmaßnahmen sowie damals gesendete Fernsehberichte u. a. aus Aktenzeichen XY gezeigt. Die Entdeckung von Birgit Meiers sterblichen Überresten in der Kfz-Grube der ehemaligen Garage des Täters wurde 2017 gefilmt und ist ebenfalls Teil der Dokumentation.

## Trivia
- Viele Fahrzeuge im Film nutzen auf ihrem Kfz-Kennzeichen das Unterscheidungszeichen WG, das für die fiktive Stadt „Weesenburg“ stehen soll. Tatsächlich wurde WG bis zur Kreisreform 1973 vom Landkreis Wangen (heute Landkreis Ravensburg in Baden-Württemberg) verwendet.
- Der fiktionale „Iseforst“ wird auf einer in einer Szene gezeigten Landkarte auf dem Gebiet des Staatsforstes „Buschewald“ bzw. genauer im „Bilmer Strauch“ verortet. Die ebenfalls auf der Landkarte sichtbaren Stadtteile und weitere geographische Merkmale wie der Elbe-Seitenkanal entsprechen denen in Lüneburg und Umgebung.[13]
- In einer Szene ist die Neuapostolische Kirche in Adendorf zu sehen. Zwischen dieser und dem Wohnhaus des mutmaßlichen Serienmörders liegt eine Laufentfernung von lediglich 1,8 km.[14]
- In dem Teil des Films, der im Jahr 1989 spielt, ist als Polizeiauto ein Ford Mondeo zu sehen, der erst 1993 auf den Markt kam.
- Im zweiten Teil der Serie wird auf Werner Pinzner angespielt, der im Juli 1986 (also 3 Jahre bevor Sielaff LKA-Präsident wurde) spektakulär den Staatsanwalt Wolfgang Bistry, seine Frau Jutta Pinzner und schließlich sich selber erschoss.
- Im dritten Teil der Serie wird auf den „Säurefaßmörder“ Lutz Reinstrom angespielt, der 1986 Hildegard K. und im Oktober 1988 Annegret B. ermordete. In beiden Fällen entsorgte er die Leichenteile in Fässern mit Säure, das mit den sterblichen Überresten von Annegret B. vergrub er im Garten seines Ferienhauses in Basedow bei Lauenburg.